# Cairo Montenotte
Cairo Montenotte là một đô thị ở tỉnh Savona ở vùng Liguria của Ý, có khoảng cách khoảng 50 km về phía tây của Genoa và khoảng 20 km về phía tây bắc của Savona. Tại thời điểm ngày 31 tháng 12 năm 2004, đô thị này có dân số 13.454 người và diện tích là 99,5 km².
Đô thị Cairo Montenotte có các frazioni (các đơn vị cấp dưới, chủ yếu là các làng) Rocchetta di Cairo, Bragno, Ferrania, San Giuseppe di Cairo, Ville, Chinelli, Bellini
Cairo Montenotte giáp các đô thị: Albisola Superiore, Altare, Carcare, Cengio, Cosseria, Dego, Giusvalla, Gottasecca, Pontinvrea, Saliceto, và Savona.